# 사우디아 항공의 운항 노선
사우디아 항공은 다음과 같은 노선을 취항하고 있다.
- 화물 : 화물노선 전용 노선
- * : 여객 및 화물 전 취항 노선

## 운항 노선

### 아시아

#### 동아시아
- 대한민국
  - 서울 - 인천국제공항 - (2024년 6월 21일 단항)[2][3][4]
- 중화인민공화국
  - 광저우 - 광저우 바이윈 국제공항
- 홍콩
  - 홍콩 - 홍콩 첵랍콕 국제공항 화물

#### 동남아시아
- 말레이시아
  - 쿠알라룸푸르 - 쿠알라룸푸르 국제공항
- 싱가포르
  - 싱가포르 - 싱가포르 창이 국제공항
- 인도네시아
  - 자카르타 - 수카르노 하타 국제공항
  - 수라바야 - 주안다 국제공항
  - 바탐 - 항 나딤 공항 계절편
- 필리핀
  - 마닐라 - 니노이 아키노 국제공항

#### 남아시아
- 몰디브
  - 말레 - 말레 국제공항
- 방글라데시
  - 다카 - 샤잘랄 국제공항 *
- 스리랑카
  - 콜롬보 - 반디라나이케 국제공항
- 인도
  - 델리 - 인디라 간디 국제공항
  - 뭄바이 - 차트라파티 시바지 국제공항
  - 벵갈로르 - 벵갈로르 국제공항
  - 아마다바드 - 사다르 발라바이 파텔 국제공항 계절편
  - 첸나이 - 첸나이 국제공항
  - 코지코드 - 코지코드 국제공항
  - 코친 - 코친 국제공항
  - 트리반드룸 - 트리반드룸 국제공항 화물
  - 티루바난타푸람 - 티루바난타푸람 국제공항
  - 하이데라바드 - 라지브 간디 국제공항
  - 러크나우 - 아마쉼 공항

#### 서남아시아
- 레바논
  - 베이루트 - 베이루트 라픽 국제공항
- 바레인
  - 마나마 - 바레인 국제공항 화물
- 사우디아라비아
  - 리야드 - 킹 칼리드 국제공항 허브
  - 지다 - 킹 압둘아지즈 국제공항 허브
  - 담맘 - 킹 파드 국제공항 허브
  - 메디나 - 프린스 모하메드 빈 압둘아지즈 국제공항
  - 하파 알바틴 - 하파 알바틴 공항 (킹 칼리드 국제공항의 대체 공항)
  - 나지란 - 나지란 공항
  - 다와담 - 다와담 공항
  - 라파하 - 라파하 공항
  - 바르다하 - 캬숨 지역공항
  - 바시라 - 바시라 공항
  - 사하라 - 사하라 공항
  - 사카하 - 사카하 공항
  - 아라아 - 아라아 공항
  - 알아사 - 알아사 공항
  - 알바하 - 알바하 공항
  - 알 와자 - 알 와자 공항
  - 얀부 - 얀부 공항
  - 와디 알 다와사 - 와디 알 다와사 공항
  - 지잔 - 지잔 지역공항
  - 타북 - 타북 지역공항
  - 타프 - 타프 지역공항
  - 투라이프 - 투라이프 지역공항
  - 콰라이야트 - 콰라이야트 공항
  - 카슘마하 - 카슘마하 공항
  - 하리 - 하리 공항
- 시리아
  - 다마스쿠스 - 다마스쿠스 국제공항
- 아랍에미리트
  - 아부다비 - 아부다비 국제공항
  - 두바이 - 두바이 국제공항
  - 샤르자 - 샤르자 국제공항 화물
- 오만
  - 무스카트 - 무스카트 국제공항
  - 살랄라 - 살랄라 공항 계절편
- 요르단
  - 암만 - 퀸 알리아 국제공항 *
- 카타르
  - 도하 - 뉴도하 국제공항
- 쿠웨이트
  - 쿠웨이트 시티 - 쿠웨이트 국제공항
- 파키스탄
  - 이슬라마바드 - 이슬라마바드 국제공항
  - 카라치 - 진나 국제공항
  - 라호르 - 알라마 이크발 국제공항
  - 물탄 - 물탄 국제공항
  - 페샤와르 - 페샤와르 국제공항

### 아프리카

#### 서아프리카
- 나이지리아
  - 라고스 - 무르탈라 모하메드 국제공항 화물
  - 카노 - 말람 아미누 카노 국제공항
- 차드
  - 은자메나 - 은자메나 국제공항 화물

#### 남아프리카
- 남아프리카 공화국
  - 요하네스버그 - OR 탐보 국제공항 *

#### 동아프리카
- 수단
  - 하르툼 - 하르툼 국제공항 *
- 에티오피아
  - 아디스아바바 - 볼레 국제공항 *
- 케냐
  - 나이로비 - 조모 케냐타 국제공항 *

#### 북아프리카
- 모로코
  - 카사블랑카 - 모하메드 V 국제공항
  - 라바트 - 라바트 살레 공항 계절편
  - 아가디르 - 아가디르 알 마시리아 공항 계절편
- 수단
  - 하르툼 - 하르툼 국제공항 *
  - 포트수단 - 신 포트수단 국제공항
- 알제리
  - 알제 - 우아리 부메디엔 공항
  - 가르다이아 - 가르다이아 공항 계절편
  - 안나바 - 라바흐 비타트 공항 계절편
  - 오랑 - 오랑 공항 계절편
- 이집트
  - 카이로 - 카이로 국제공항
  - 알렉산드리아 - 알렉산드리아 국제공항
  - 샤름엘셰이크 - 샤름엘셰이크 국제공항 계절편
- 튀니지
  - 튀니스 - 튀니스 카르타고 국제공항

### 유럽

#### 서유럽
- 영국
  - 런던 - 런던 히드로 국제공항
  - 멘체스터 - 멘체스터 공항
- 프랑스
  - 파리 - 파리 샤를 드 골 국제공항
- 독일
  - 뮌헨 - 뮌헨 국제공항
  - 프랑크푸르트 - 프랑크푸르트 국제공항 *
- 네덜란드
  - 암스테르담 - 암스테르담 스키폴 국제공항 *
  - 마흐스트리트 - 마흐스트리트 아덴 공항 화물
- 벨기에
  - 브뤼셀 - 브뤼셀 국제공항 화물

#### 중유럽
- 스위스
  - 제네바 - 제네바 국제공항

#### 남유럽
- 스페인
  - 마드리드 - 마드리드 바라하스 국제공항
- 이탈리아
  - 로마 - 레오나르도 다 빈치 국제공항
  - 밀라노 - 밀라노 말펜사 국제공항 *
- 튀르키예
  - 앙카라 - 에센보아 국제공항 계절편
  - 이스탄불 - 아르나부코이 국제공항
  - 아다나 - 아다나 사키르파사 공항 계절편

### 북아메리카
- 미국
  - 워싱턴 D.C. - 워싱턴 덜레스 국제공항
  - 뉴욕 - 존 F. 케네디 국제공항 *
  - 로스앤젤레스 - 로스앤젤레스 국제공항

## 과거 취항지

### 아시아

#### 동아시아
- 대한민국
  - 서울 - 김포국제공항
- 중화인민공화국
  - 상하이 - 상하이 푸둥 국제공항 화물
- 일본
  - 도쿄 - 나리타 국제공항[5]
  - 오사카 - 간사이 국제공항
- 대만
  - 타이베이 - 타이완 타오위안 국제공항 화물[5]

#### 동남아시아
- 베트남
  - 호치민 - 떤선녓 국제공항
- 태국
  - 방콕 - 수완나품 국제공항 화물

#### 남아시아
- 인도
  - 트리반드룸 - 트리반드룸 국제공항

#### 서남아시아
- 아랍에미리트
  - 두바이 - 알막툼 국제공항 화물
- 예멘
  - 아덴 - 아덴 국제공항 - 무기한 운항중단
  - 사나 - 사나 국제공항
- 이라크
  - 바그다드 - 바그다드 국제공항
  - 바스라 - 바스라 공항
- 이란[6]
  - 테헤란 - 테헤란 메흐라바드 국제공항
  - 마쉬하드 - 마쉬하드 국제공항
  - 쉬라즈 - 쉬라즈 국제공항 계절편
  - 이스파한 - 이스파한 공항 계절편
- 이스라엘
  - 예루살렘 - 예루살렘 국제공항
- 파키스탄
  - 이슬라마바드 - 베나지르 부토 국제공항

### 아프리카

#### 서아프리카
- 가나
  - 아크라 - 코토카 국제공항
- 세네갈
  - 다카르 - 레오폴 세다르 상고르 국제공항
- 카메룬
  - 두알라 - 두알라 국제공항

#### 동아프리카
- 소말리아
  - 모가디슈 - 모가디슈 국제공항
- 에리트레아
  - 아스마라 - 아스마라 국제공항

#### 북아프리카
- 리비아
  - 트리폴리 - 트리폴리 국제공항
- 이집트
  - 소하그 - 무바라크 국제공항

### 유럽

#### 서유럽
- 영국
  - 런던 - 런던 스탠스테드 국제공항 화물
- 프랑스
  - 니스 - 니스 코트다쥐르 국제공항
- 벨기에
  - 오스텐더 - 오스텐더 브루제 국제공항 화물[7]

#### 중유럽
- 오스트리아
  - 빈 - 빈 국제공항

#### 남유럽
- 그리스
  - 아테네 - 아테네 국제공항
- 스페인
  - 바르셀로나 - 바르셀로나 엘프라트 국제공항 화물
  - 말라가 - 말라가 공항
- 튀르키예
  - 이스탄불 - 아타튀르크 국제공항
- 키프로스
  - 라르나카 - 라르나카 국제공항

#### 동유럽
- 체코
  - 프라하 - 프라하 바츨라프 하벨 국제공항[8]

#### 북유럽
- 스웨덴
  - 스톡홀름 - 스톡홀름 알란다 국제공항

### 북아메리카
- 미국
  - 올랜도 - 올랜도 국제공항[5]
  - 휴스턴 - 조지 부시 인터콘티넨털 공항 화물
- 캐나다
  - 토론토 - 토론토 피어슨 국제공항